# Patrick Wimmer
Patrick Wimmer, född 30 maj 2001 i Tulln an der Donau, är en österrikisk fotbollsspelare som spelar för VfL Wolfsburg och Österrikes landslag.

## Landslagskarriär
Wimmer debuterade för Österrikes landslag den 13 juni 2022 i en 0–2-förlust mot Danmark.